# أندي جيبسون
أندي جيبسون (بالإنجليزية: Andy Gibson)‏ (2 مارس 1982 بغلاسكو في المملكة المتحدة - ) هو لاعب كرة قدم بريطاني في مركز الوسط. لعب مع نادي بارتيك ثيسل ونادي سترنرير ‏ ونادي ستنهاوسموير ونادي ستيرلينغ ألبيون وغلاسكو بيرثشاير ‏.

## وصلات خارجية
- أندي جيبسون على موقع Soccerbase.com (لاعب) (الإنجليزية)